# Xavier Grall
Xavier Grall (Landivisiau, 1930 - Quimperlé, 1981) fou un escriptor bretó en francès. Es va establir a París, on va col·laborar al diari La Vie Catholique, fou redactor de Le Monde del setmanari Témoignage chrétien i del mensual Bretagne. També lluità a la guerra d'Algèria, on va començar a prendre consciència nacional bretona, i el 1973 va tornar a Bretanya, establint-se a la granja Bossulan, entre Pont-Aven i Nizon. És considerat ell principal exemple de literatura bretona en francès-
Amb els seus amics Alain Guel i Glenmor va fundar les edicions Kelenn, on hi publicà Barde imaginé (1968), Keltia Blues (1971), La fête de la nuit (1972), i Rires et pleurs de l'Aven (1978). Alain Guel, que van seguir els seus primers passos en la literatura, i amb qui va mantenir una voluminosa correspondència, va ser un dels seus millors amics. Tornant al seu passat de cronista, va publicar Le Cheval couché, mordaç resposta al folklorisme fossilitzant del Cheval d'orgueil de Per-Jakez Hélias. També va continuar la seva col·laboració a le Monde, on va escriure assaigs sobre François Mauriac o James Dean amb el pseudònim le billet d'Olivier.
A començament de la dècada dels 1970, va fundar el diari nacionalista bretó la Nation Bretonne amb Alain Guel i Glenmor, on trobem els seus texts amb el pseudònim de "Saint Herbot", entre d'altres. Va morir de malaltia el 1981. Cada any una escena del festival des Vieilles Charrues de Carhaix porta el seu nom.

## Obres

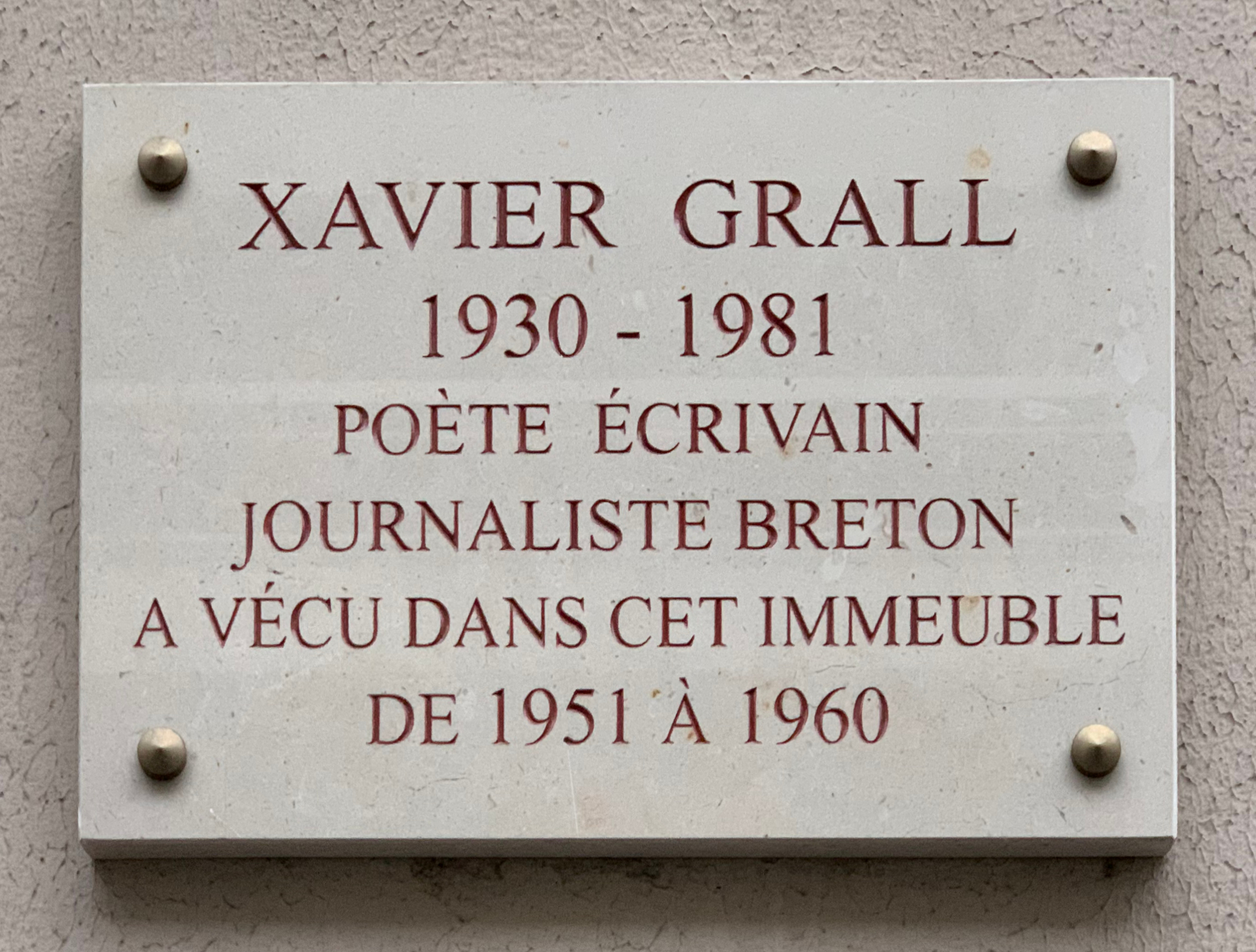

- James Dean et notre jeunesse, 1958
- Mauriac journaliste, 1960
- La génération du Djebel, 1962
- Africa blues, 1962
- Cantiques à Mélilla, 1964
- Le rituel breton, 1965
- Barde imaginé, Editions KELENN, 1968
- Keltia Blues, Editions KELENN, 1971
- Glenmor, 1972
- La fête de la nuit, Editions KELENN, 1972
- Rires et pleurs de l'Aven, Editions KELENN, 1978
- La Sône des pluies et des tombes,Editions Kelenn 1976
- Le Cheval couché, 1977
- Stèle pour Lamennais, 1978
- Entendras-tu le vent chanter dans le grand chêne ?, 1979
- Si loin de toi, Tristan…, 1979
- Arthur Rimbaud, la marche au soleil, 1980
- Solo et autres poèmes, 1981
- Genèse et derniers poèmes, 1982
- La marche des calvaires
- Les vents m'ont dit, 1982
- Et parlez-moi de la terre..., 1983
- L'Inconnu me dévore,Editions Calligrammes 1984
- Les billets d'Olivier, éditions Calligrammes, 1985
- Chroniques de l'Indien I et II, 1995 et 1996
- Mémoires de ronces et de galets, 2002. Textes apareguts a Sav Breizh. An Here. 2002
- Au nom du père. Recull de texts apareguts a La Vie An Here. 2003, 486 p.